# Étourneau pie

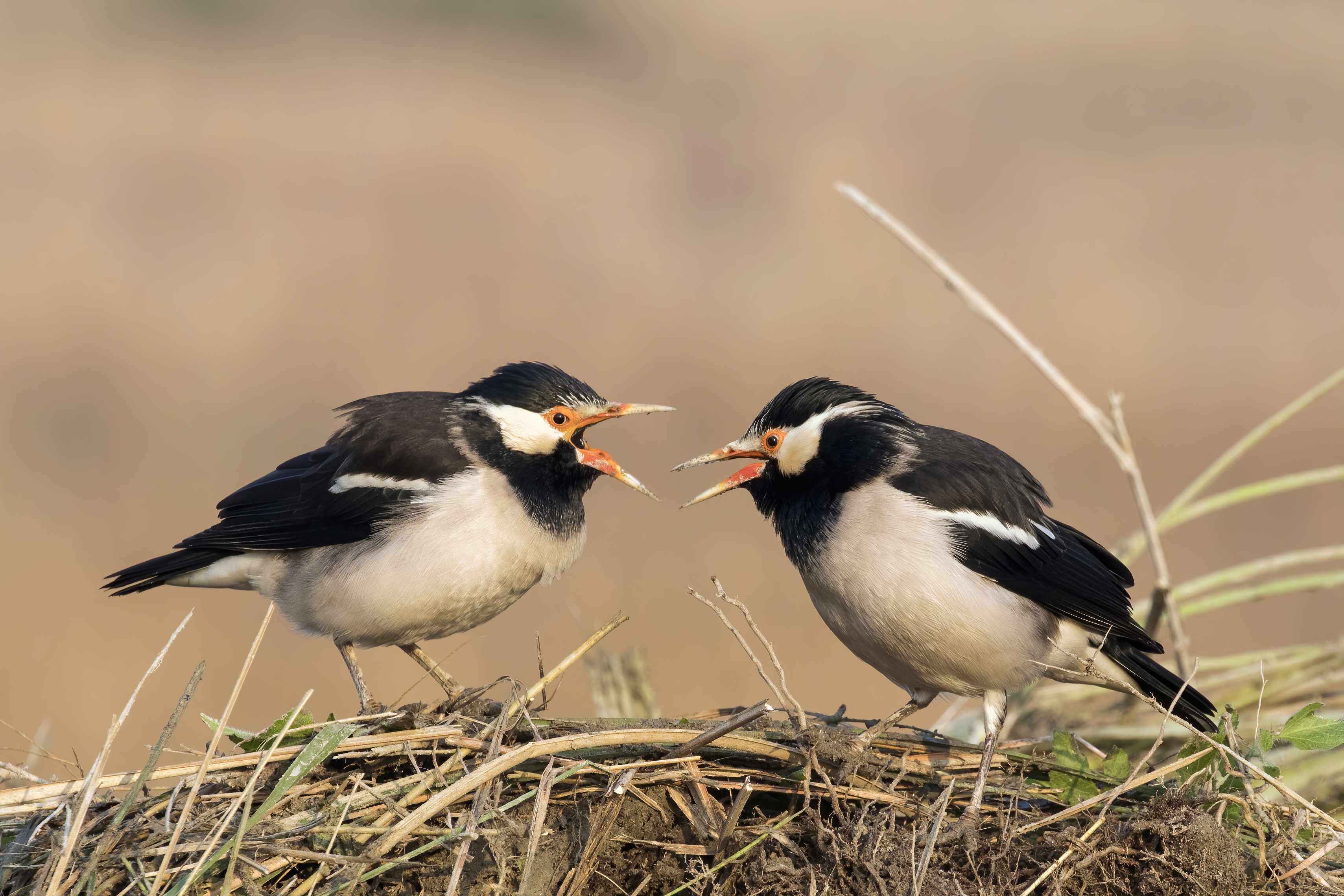
Deux étourneaux pies discutent dans l'Uttar Pradesh. Novembre 2017.

Gracupica contra
Espèce
Statut de conservation UICN

 LC  : Préoccupation mineure
L'Étourneau pie (Gracupica contra) est une espèce de passereaux du sud et sud-est de l'Asie.